# Inozyna
Inozyna (łac. Inosinum) – organiczny związek chemiczny, nukleozyd purynowy zawierający hipoksantynę jako zasadę azotową. Stanowi prekursor w biosyntezie AMP i GMP. 
W dużym stężeniu naturalnie występuje w mięsie ryb. W organizmie człowieka powstaje jako metabolit pośredni puryn, rozkładając się dalej głównie do kwasu moczowego.
Wpływa na aktywność limfocytów, zwiększając ich aktywność przeciwwirusową. W postaci kompleksu z kwasem 4-acetamidobenzoesowym i 1-dimetyloamino-2-propanolem (tzw. pranobeks inozyny) stosowana jest jako lek przeciwwirusowy, np. przeciw wirusom Herpes simplex typu I lub II i Varicella zoster.
W badaniach klinicznych wykazuje również działanie antydepresyjne i neurostymulujące.